# Mike Eastwood
Michael Barry „Mike“ Eastwood (* 1. Juli 1967 in Ottawa, Ontario) ist ein ehemaliger kanadischer Eishockeyspieler und derzeitiger -trainer, der im Verlauf seiner aktiven Karriere zwischen 1984 und 2004 unter anderem 880 Spiele für die Toronto Maple Leafs, Winnipeg Jets, Phoenix Coyotes, New York Rangers, St. Louis Blues, Chicago Blackhawks und Pittsburgh Penguins in der National Hockey League auf der Position des Centers bestritten hat.

## Karriere
Mike Eastwood spielte zunächst für die Nepean Raiders, bevor der Stürmer im Kalenderjahr 1986 innerhalb der Central Junior A Hockey League, eine unterklassige kanadische Juniorenliga, zu den Pembroke Lumber Kings wechselte. Während dieser Zeit sicherten sich die Toronto Maple Leafs die NHL-Rechte am Offensivakteur, als sie den Angreifer in der fünften Runde an insgesamt 91. Position des NHL Entry Draft 1987 auswählten. Zur Saison 1987/88 begann er ein Studium an der Western Michigan University und ging für deren Eishockeymannschaft, die sogenannten Broncos, in der Central Collegiate Hockey Association aufs Eis. Nach einer Rookiespielzeit mit 13 Scorerpunkten in 42 Partien gelang es dem Mittelstürmer in jeder der drei folgenden Saisons seine Punkteausbeute signifikant zu erhöhen. So beendete Eastwood die Saison 1990/91 mit einer Bilanz von 29 Toren und 32 Assists, wofür der Kanadier mit der Nominierung in das Second All-Star-Team der CCHA belohnt wurde. Mit 61 Zählern war er punktbester Akteur der Broncos und belegte den siebten Platz in der ligainternen Scorerliste.
Relativ früh im Verlauf der Spielzeit 1991/92, am 16. November 1991, debütierte Eastwood für die Torontoer in der National Hockey League, als der Stürmer in der Partie gegen die Chicago Blackhawks auflief. Den überwiegenden Teil der Saison verbrachte er allerdings im Farmteam bei den St. John’s Maple Leafs in der American Hockey League, mit denen der Kanadier erst in den Calder-Cup-Finals an den Adirondack Red Wings scheiterte. Auch in der folgenden Spielzeit behielt Eastwood seinen Stammplatz im AHL-Farmteam in St. John’s bei. Sein erstes NHL-Tor in der regulären Saison für die Maple Leafs verbuchte der Rechtsschütze am 27. März 1993 gegen die Edmonton Oilers. Im Verlauf der Saison 1993/94 etablierte sich Eastwood schließlich als fixer Bestandteil im NHL-Kader der Torontoer. In derselben Spielzeit steuerte der Stürmer in 18 Play-off-Partien fünf Punkte zum Einzug in die dritte Runde bei, ehe das Team den Vancouver Canucks unterlag. 
Während der aufgrund eines Lockouts verkürzt ausgetragenen NHL-Saison 1994/95 transferierten die Maple Leafs im April 1995 den Center gemeinsam mit einem Drittrunden-Wahlrecht im NHL Entry Draft 1995 im Austausch für Tie Domi zu den Winnipeg Jets. Für die Jets lief der Kanadier jedoch lediglich etwas mehr als ein Jahr auf, bevor das Franchise im Sommer 1996 in den US-Bundesstaat Arizona umgesiedelt und in Phoenix Coyotes umbenannt wurde. Im Frühjahr 1997 setzte Eastwood seine Laufbahn an der Ostküste fort, da ihn die Coyotes gemeinsam mit Dallas Eakins im Austausch für Jayson More an die New York Rangers abgaben. Auch für die Blueshirts war der Kanadier rund ein Jahr aktiv, bevor ihn diese im März 1998 als Bestandteil eines Tauschhandels, der Harry York von den St. Louis Blues in den Madison Square Garden brachte, als Entschädigung nach St. Louis transferierten.
Eastwood absolvierte im Trikot der Blues den statistisch erfolgreichsten Karriereabschnitt in der NHL und erreichte während dieser Zeit in der Saison 1999/2000 mit einer Punkteausbeute von 19 Treffern und 15 Torvorlagen in 79 Partien der regulären Saison seine beste Bilanz. Die Zeit des Rechtsschützen im Trikot der Blues endete im Dezember 2002, nachdem die Chicago Blackhawks den auf der Waiverliste befindlichen Eastwood selektiert hatten. Nach Saisonende 2002/03 unterzeichnete er als Free Agent einen Kontrakt für eine Spielzeit bei den Pittsburgh Penguins. Anschließend beendete der Stürmer seine aktive Laufbahn.
Mit Beginn der Saison 2014/15 kehrte Eastwood nach zehnjähriger Pause als Trainer ins Eishockeygeschäft zurück und war drei Jahre lang als Assistent bei den Ottawa 67’s tätig. Im Sommer 2017 beendete er sein Engagement, ehe er zur Spielzeit 2018/19 Assistenztrainer bei den Hershey Bears in der AHL wurde.

## Erfolge und Auszeichnungen
- 1991 CCHA Second All-Star-Team

## Karrierestatistik
(Legende zur Spielerstatistik: Sp oder GP = absolvierte Spiele; T oder G = erzielte Tore; V oder A = erzielte Assists; Pkt oder Pts = erzielte Scorerpunkte; SM oder PIM = erhaltene Strafminuten; +/− = Plus/Minus-Bilanz; PP = erzielte Überzahltore; SH = erzielte Unterzahltore; GW = erzielte Siegtore; 1 Play-downs/Relegation; Kursiv: Statistik nicht vollständig)